# Colobochyla auricularia
Colobochyla auricularia är en fjärilsart som beskrevs av Lucas 1895. Colobochyla auricularia ingår i släktet Colobochyla och familjen nattflyn. Inga underarter finns listade i Catalogue of Life.